# LOGOUT
『LOGOUT』（ログアウト）は、かつてアスペクトから発行されていたテーブルトークRPGやゲームのノベライズ、漫画などを扱ったメディアミックス雑誌。1992年6月に隔月刊で創刊し1993年6月より月刊化、1995年12月号をもって休刊した。
ログアウトテーブルトークRPGシリーズおよびログアウト冒険文庫の母体雑誌でもあった。

## 概要
アスキーがテーブルトークRPG市場に本格参入するに際してそのプラットフォームとして創刊された雑誌。アスキーは『LOGOUT』創刊以前もウィザードリィRPGなど少数のタイトルを発売してはいたが、テーブルトークRPGメーカーとしてファンに認知されている企業とは言い難かった。
『LOGOUT』の雑誌名は、アスキーが発行していたパソコンゲーム雑誌『LOGIN』の姉妹誌ということで名づけられた。ただし、発行元はアスキー本体ではなくアスペクトからであった。
雑誌としては小説誌の傾向も強く、富士見書房の『月刊ドラゴンマガジン』に似た紙面構成をしていた。ゲーム関係の記事は実用的なゲームデータの掲載だけでなく、リプレイや商品レビュー記事に積極的で、ゲームプレイサポートだけでなく"読み物"としての構成が意識された雑誌であった。ただこれは当時は別段珍しいことではなく、1990年代前半の日本のテーブルトークRPGはライトノベルに近似した形で売ることが半ば常識としてあったのである。『LOGOUT』誌もその流れに乗った編集方針がされており、アスキー（アスペクト）がライトノベル市場に進出する足がかりとしての雑誌としても機能していた。
本誌が企画された当初よりガイナックスとの連携が推進された。当時の同社は『プリンセスメーカー』シリーズのヒット等でPCゲームメーカーとしての地位を築き上げており、その流れから此路あゆみ作画による漫画『プリンセスメーカー 王女様になりたい』が連載された他、一部イラストレーターはガイナックスからの紹介で起用されている。またPCゲームの他、主にメガドライブの市場で積極的な展開を行っていたウルフ・チームとの連携も行われた。
各種ゲーム作品をベースとしてのコンテンツ化も企画当初から視野に入れられており、当時のアスキーにおける最大のゲームタイトルともいえた『ウィザードリィ』と日本ファルコムの『イース』シリーズ、『真・女神転生』を紙面の柱に据えた。これらはテーブルトークRPG化したものを長期に渡って市場で連載した他、小説でも展開された。
編集長を務めたのは後にアークライトの副社長となる宮野洋美（当時『MSXマガジン』の編集長及び書籍編集部編集長も務めており、それらの業務との兼務）。アークライトが編集を担当しているテーブルトークRPG雑誌『Role&Roll』は小説などの掲載はないものの、リプレイ、ゲームレビュー、コラムなどが多い点では『LOGOUT』に似た雰囲気の編集構成を持つ。

### 休刊後の経緯
『LOGOUT』休刊後も、ログアウトテーブルトークRPGシリーズは出版は続けられたが、ログアウト冒険文庫はログアウト文庫として路線変更が行われた後に休止した。
2000年のエンターブレイン社の設立後もログアウトテーブルトークRPGシリーズはログインテーブルトークRPGシリーズと名を変えてコンテンツを引き継いでいる。ライトノベルのレーベルはファミ通文庫が事実上の後継レーベルに該当するが、文庫オリジナル作品も含めてログアウト冒険文庫から引き継がれた作品はほぼ皆無である。

## サポートしたゲームシステム
（五十音順）
- イースTRPG
- ウィザードリィRPG
  - 真ウィザードリィRPG
  - アドバンスト・ウィザードリィRPG
- 鋼鉄の虹 パンツァーメルヒェンRPG
- ゴーストハンターRPG
- 真・女神転生RPG
  - 真・女神転生RPG基本システム
  - 真・女神転生II TRPG誕生篇
- トーキョーN◎VA

### 発売されなかったシステム
『LOGOUT』誌には、発売前から雑誌上で盛り上げていたにもかかわらず、休刊のあおりを食らって発売されなかったゲームがいくつかある。
ジェイド・キングダム
ORGの和栗あきらがゲームデザインをしていたファンタジーRPG。叙情詩的な雰囲気が強調されていた。イラストは佐々木亮。
白狼伝RPG マジカルスーパーチャイナ
有坂純がゲームデザインをしていた歴史アクションものTRPG。戦前のアジアを舞台に馬賊や革命家、魔術師などになって冒険を行う。後に小説版だけがログアウト冒険文庫より発売された。

## 読者参加型ゲーム
ガルハド戦記
ホビー・データが主宰した読者参加型ゲーム。同社の『アラベスク』シリーズの一つ「エルハーダの秘宝」をベースにしており、PBM版では起こらなかった歴史を扱ったIF戦記物である。通常読者参加ゲームは、専用の往復ハガキで行動結果が返信される形式が多いが、この作品はPBM同様に、小説形式の行動結果用紙（リアクションと呼ばれる）が封書で返送されてくるという、読者参加ゲームとしては破格とも言える豪勢な仕様であった。そのため読者からは好評であったが、休刊により未完のままで終了した。築地俊彦のメジャーデビュー作。

## 連載漫画・小説
漫画
- プリンセスメーカー 王女様になりたい - 此路あゆみ
- 凱羅（がいら） - 板橋しゅうほう

小説
- 暁のビザンティラ - 菅浩江
- 夢巫女（ドリーム・オペレーター）・美緒 - 水城雄
- シルヴァ・サーガ - 羅門祐人
  - 同タイトルのスーパーファミコン用ゲームソフトの物語を、原作者自ら再構成したノベライズ版。ゲームとは結末が異なっており、この小説版の続きは羅門が原作（シナリオ）を書き下ろし、小説の挿絵を担当した夏元雅人が執筆した漫画『天翔の翼-白銀の双星譚-』として同誌に連載された。
- 悪魔城ドラキュラ悪魔の血 血の悪夢 - 手塚一郎
  - 当時スーパーファミコン版が最新作だったゲームソフトの世界観をベースとした作品であり、ゲームのシナリオ（展開）そのものを追ったノベライズではない。ゲームソフトからも感じる事のできたダークファンタジー的な雰囲気をより強調した物語となっている。
- ウィザードリィ外伝II 砂の王 - 古川日出男

## その他の記事や企画
わんだりんぐWONDERLAND
めるへんめーかーのゲームプレイレポートコミック。元々はウォーロック誌に連載されたものが移籍してきた。初期はテーブルトークRPGやボードゲームのレポートが中心だったが、後期はコンピュータゲームやリレー小説企画に関する内容が中心になった。上下巻で単行本化もされている（ISBN 4-7561-0658-7/ISBN 4-7561-0912-8）。
粋なゲーマー養成講座
テーブルトークRPGのプレイ中におこりうる、様々なトラブルの実態と対策をリプレイ風のライトな文章で読みやすくまとめた連載記事。著者は朱鷺田祐介。扱われる内容はゲームプレイング内でのトラブルだけでなく、「ゲーム仲間と人間関係のトラブルを起こした」「仕事の都合でゲーム仲間と都合がつかない」などといった、ゲームプレイの外側から起こりうるトラブルも多く扱われていたのが特徴。連載の前半部分だけまとめたものが単行本化されている（ISBN 978-4-89366-458-7）
粋なゲーマー養成講座 - マンガ図書館Z(外部リンク)
おこんないでね
田中としひさによるゲームプレイレポートコミック。色々な業界人とともに様々なアナログゲームを遊ぶ日常が淡々と描かれている。コンセプトは鈴木みその『あんたっちゃぶる』のアナログゲーム版のようなもの、ということだったのだが毒は少なめ。単行本化されている（ISBN 978-4-7561-1211-8）